# Diversidad sexual en Ciudad de México

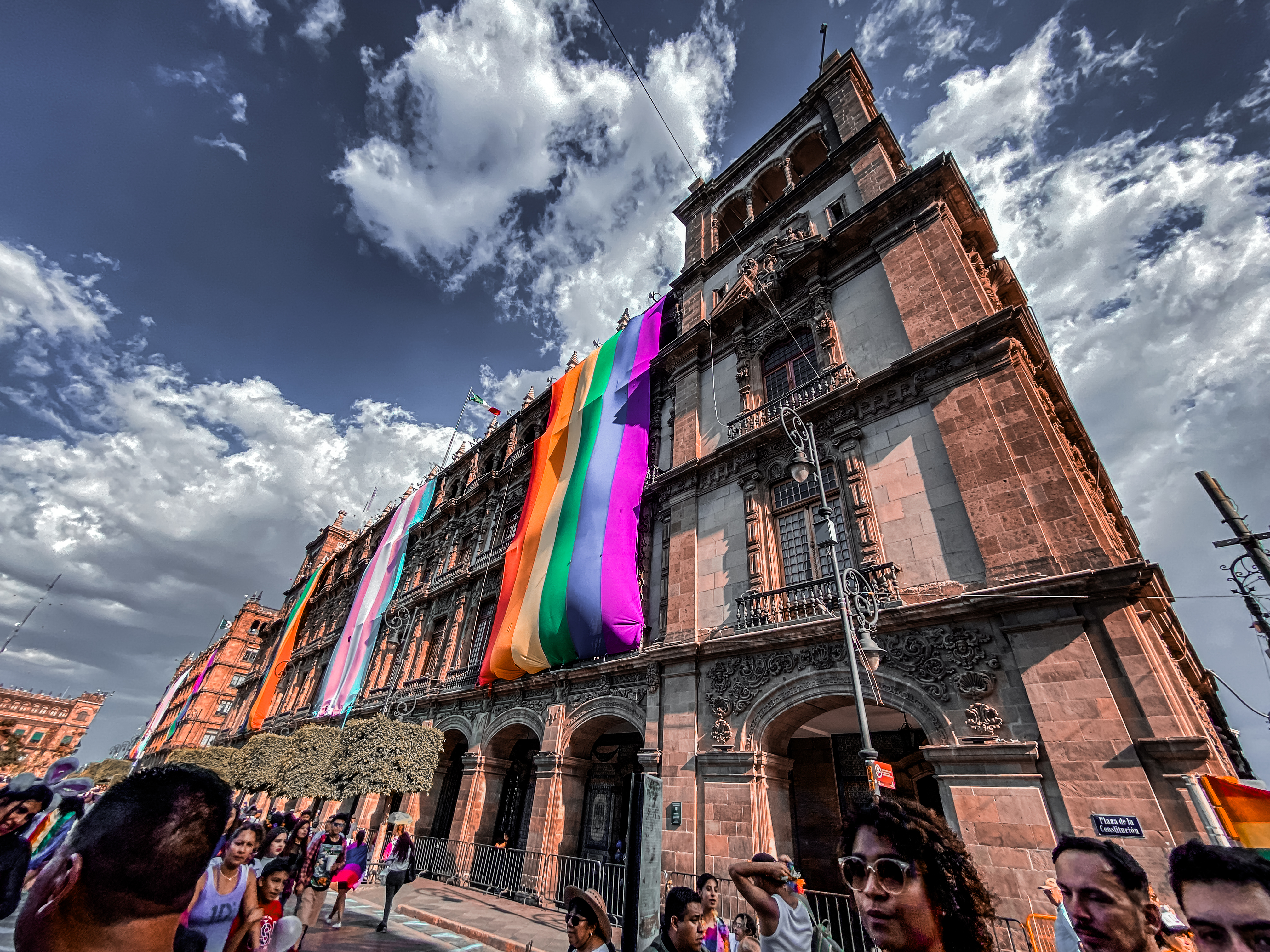
Banderas LGBT en el Zócalo de la Plaza de la Constitución.

La diversidad sexual en Ciudad de México se ha posicionado como un referente en América Latina, siendo pionera en la implementación de políticas públicas y legislación que protegen y buscan garantizar los derechos de la comunidad LGBTTTIQ+. 
A lo largo de su historia, la capital mexicana ha sido escenario de luchas y movimientos sociales que han impulsado el reconocimiento y la inclusión de las personas con diversas orientaciones sexuales, identidades y expresiones de género.

## Legislación
En la Ciudad de México se han logrado importantes avances en materia de derechos LGBTTTIQ+, entre los que destacan:
- Reconocimiento del matrimonio igualitario: Desde el 21 de diciembre del 2009, las parejas del mismo sexo pueden contraer matrimonio civil en la ciudad.[1]
- Protección contra la discriminación: La Ley para Prevenir y Eliminar la Discriminación en la Ciudad de México prohíbe la discriminación por orientación sexual, identidad y expresión de género.[2]
- Identidad de género: La Ley de Identidad de Género para la Ciudad de México permite a las personas transexuales y no binarias modificar su nombre y género en actas de nacimiento y otros documentos oficiales.[3]
- Adopción homoparental: Las parejas del mismo sexo pueden adoptar legalmente en la ciudad.[4]

## Organizaciones

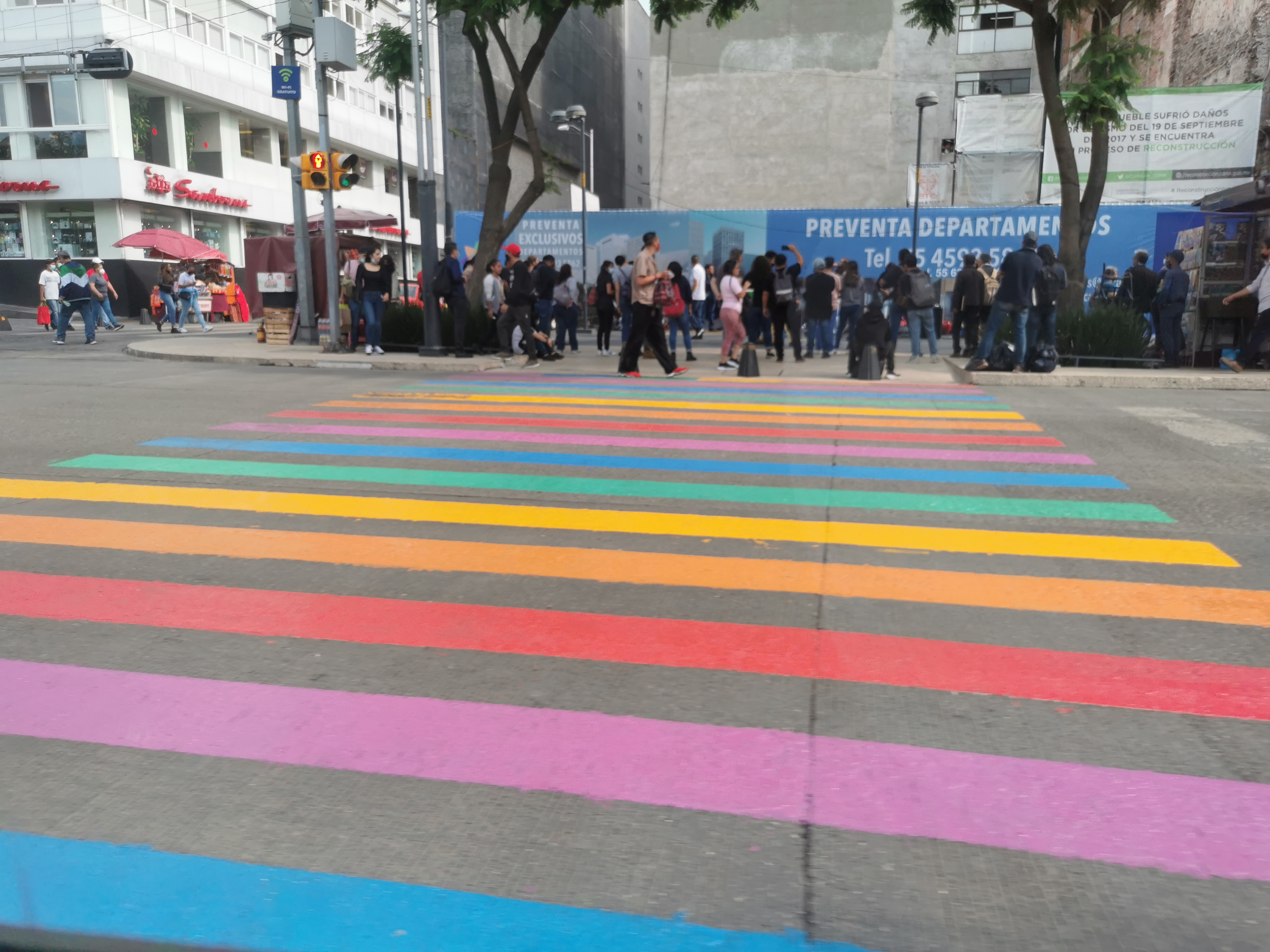
Paso peatonal con los colores de la bandera LGBT en Ciudad de México.

La Ciudad de México cuenta con una vibrante comunidad LGBTTTIQ+ que se organiza a través de diversas asociaciones civiles y colectivos. Estas organizaciones desempeñan un papel fundamental en la defensa de los derechos de la comunidad, la promoción de la visibilidad y la lucha contra la discriminación.
Organizaciones públicas:
- Consejo para la Prevención y Eliminación de la Discriminación en la Ciudad de México (COPRED):Es un organismo público encargado de promover la igualdad y no discriminación en la Ciudad de México, incluyendo la discriminación por orientación sexual, identidad y expresión de género.[5]
- Comisión de Derechos Humanos de la Ciudad de México (CDHCM):Es un organismo público autónomo encargado de proteger y defender los derechos humanos de todas las personas en la Ciudad de México, incluyendo los derechos de la comunidad LGBTTTIQ+.[6]
- Unidad de Vinculación con la Sociedad Civil de la Secretaría de Desarrollo Social de la Ciudad de México: Es una unidad encargada de promover la participación de la sociedad civil en las políticas públicas de la Ciudad de México, incluyendo las relacionadas con la diversidad sexual.[7][8]

Organizaciones privadas:
- Fundación Arcoiris:Es una organización no gubernamental que trabaja por los derechos de las personas LGBTTTIQ+ en México. Ofrece servicios legales, psicológicos y educativos, y realiza campañas de sensibilización y promoción de la diversidad sexual.[9]
- Letra S:Es una organización no gubernamental que trabaja por los derechos de las personas lesbianas, bisexuales y transgénero en México. Ofrece servicios legales, psicológicos y educativos, y realiza campañas de sensibilización y promoción de la diversidad sexual.
- México Diversa:Es una organización no gubernamental que trabaja por los derechos de las personas LGBTTTIQ+ en México. Realiza investigaciones, publica informes y organiza eventos sobre temas relacionados con la diversidad sexual.

## Eventos

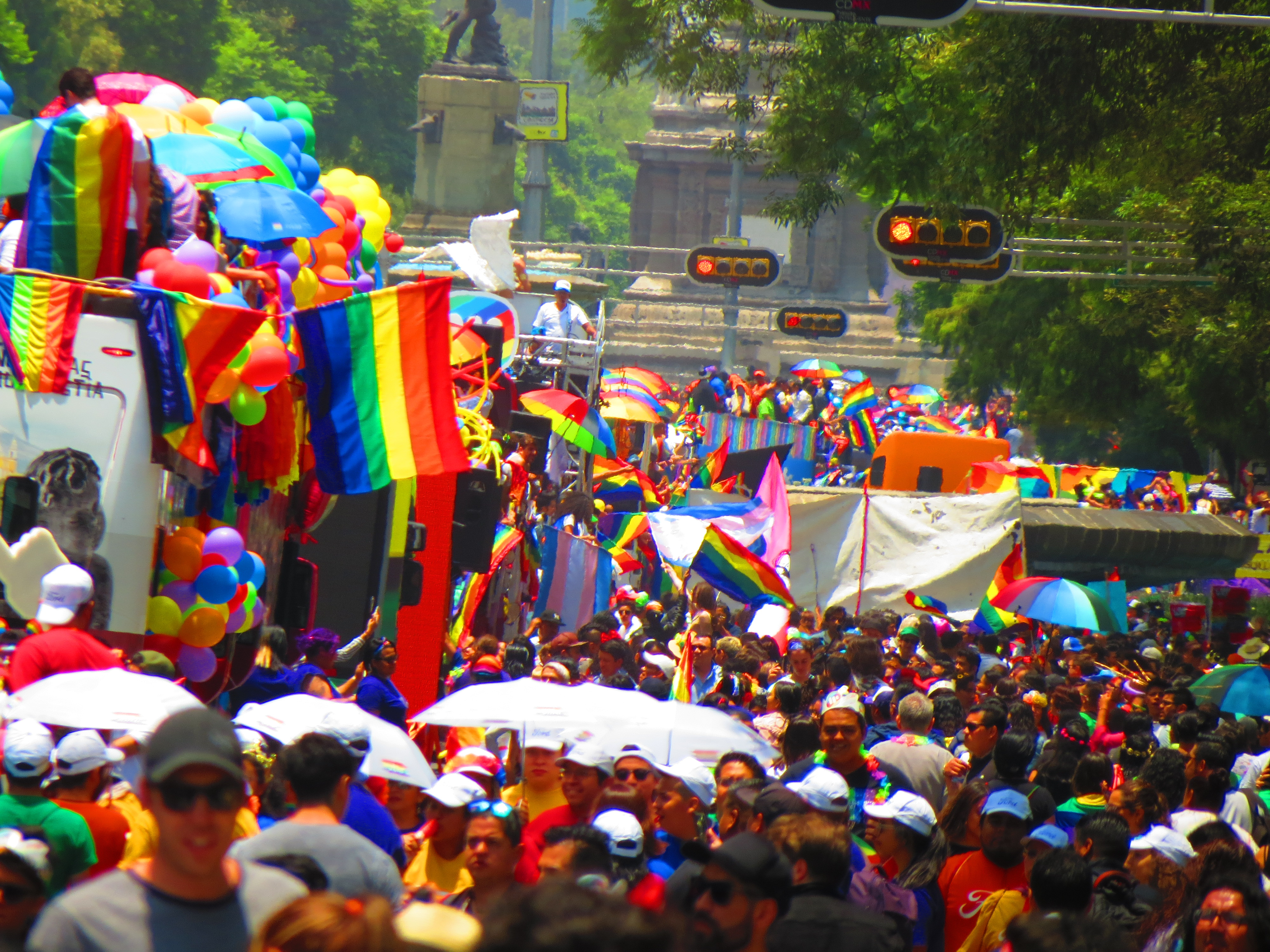
Marcha del Orgullo CDMX en 2019.

La ciudad alberga una gran variedad de eventos y espacios LGBTTTIQ+, como festivales, bares, clubes y centros culturales. Estos espacios ofrecen un ambiente seguro e inclusivo para la comunidad LGBTTTIQ+ para expresarse, socializar y celebrar su diversidad.
- Festival Internacional Cine Diversidad Sexual (FICDS): Este festival celebra la diversidad sexual a través del cine, presentando cortometrajes, largometrajes y documentales de todo el mundo.

- Marcha del Orgullo LGBTTTIQ+:La marcha más importante de la comunidad LGBTTTIQ+ en México, donde miles de personas se reúnen para celebrar la diversidad y exigir sus derechos.[10][11][12]
- Festival Cultural por la Diversidad Sexual: Un festival que reúne música, teatro, danza, exposiciones y otras actividades culturales que celebran la diversidad sexual.

- Mes del Orgullo LGBTTTIQ+: La Ciudad de México se llena de eventos durante todo el mes de junio para celebrar la diversidad sexual, incluyendo talleres, conferencias, fiestas y actividades culturales.[13][14][15][16][17]
- Festival Mix México:Un festival internacional de cine que presenta películas con temáticas LGBTTTIQ+.[17][18][19]

- Jornadas por la Diversidad Sexual: Jornadas que incluyen conferencias, talleres, foros y otras actividades para promover la reflexión y el diálogo sobre temas relacionados con la diversidad sexual.

- Festival Internacional de la Diversidad Sexual (FIDS): Un festival que celebra la diversidad sexual a través de la música, el teatro, la danza y otras expresiones artísticas.

- Festival de Cine LGBTTTIQ+ Shorts México: Un festival que presenta cortometrajes LGBTTTIQ+ de México y otros países.